# Merqueo
Merqueo fue una compañía de tecnología que operaba bajo una plataforma en línea para entrega de mercados a domicilio. Nació en el año 2017 en Colombia y tenía operación en ciudades de Colombia y México. 
Merqueo permitía a los usuarios hacer mercado a través de su página web o aplicación móvil disponible para Android y IOS. En esta, el usuario seleccionaba los productos, programa el horario de entrega en su franja de preferencia y seleccionaba el método de pago deseado, este podía ser en línea o contra entrega con datáfono o en efectivo. 
Según sus creadores “Merqueo era el supermercado del ahorro” no solo en dinero, sino también en tiempo; ya que les permitía a sus consumidores optimizar el modelo tradicional de los supermercados a través de una solución tecnológica.
Con 4 años de operación, esta fue una startup con más de 400 empleados contratados de forma directa que ha logrado cambiar la manera tradicional de hacer mercado en más de 300 mil hogares en Colombia. En febrero de 2018, superó los US $20 Millones en ventas y consiguió inversiones por US $14 millones y amplió nuevamente su cobertura a los municipios de Madrid, Mosquera, Funza y San Luis (Colombia).
El supermercado contaba con un stock de más de 5.000 productos de las marcas de primer nivel habituales en la canasta familiar tradicional colombiana. Funcionaba con un modelo de negocio Low Cost, maneja sus relaciones directamente con proveedores y fabricantes, centralizando toda la cadena de suministro con su inventario en bodegas a puerta cerrada, desde donde se realiza el despacho y posterior transporte de los productos solicitados por la aplicación o la plataforma web. Este proceso funcionaba sin ninguna intermediación, lo que permitió reducción en costos de operación que se traducen en precios bajos para el consumidor final.
Merqueo definía como su principal estrategia revolucionar el retail, teniendo presencia en cada uno de los momentos de compra de los consumidores. Con el modelo actual abarca las necesidades de abastecimiento y reposición de los consumidores.

## Historia
Merqueo fue una startup fundada por el mismo grupo de emprendedores que crearon Domicilios.com, compañía con presencia en varias de las grandes ciudades de Suramérica y consolidado como uno de los mayores casos de éxito de emprendimiento digital en la región.
Merqueo surgió del principio de economía compartida; como el primer supermercado en línea en Colombia. En sus inicios los consumidores seleccionaban los productos para su mercado y estos se entregaban de la manera más ágil bajo el modelo de last mile.
En febrero de 2017 cambió su estrategia comercial enfocándola hacia el ahorro, con el objetivo de alcanzar una participación en el mercado frente a tiendas físicas con una propuesta de precios bajos. De esta manera, pasó a ser un pure player adquiriendo los productos directamente con los proveedores y fabricantes, almacenándolos en sus propios centros de distribución, controlando así toda la cadena de abastecimiento desde el recibo de productos, almacenamiento, alistamiento, transporte y hasta la entrega de los pedidos a los usuarios sin intermediación.